# ドラえもんの最終回
ドラえもんの最終回（ドラえもんのさいしゅうかい）は、藤子不二雄の藤本弘（のちの藤子・F・不二雄）が漫画作品『ドラえもん』の最終回として描いたエピソード。連載初期に、進級して雑誌を読まなくなる読者に向けて2つの最終回が描かれている。ドラえもんが未来に帰る話として知名度が高い「さようなら、ドラえもん」についても本項で扱う。
また、「読者が勝手に作った嘘の最終回」も多数存在する。その一部は都市伝説として広まり、多くの人が本物の最終回だと誤解した。「読者が勝手に作った最終回」はインターネットを通じて様々なバリエーションのものが公開されている。本項ではこれらについても言及する。

## 概要

### 『ドラえもん』は完結していない
『ドラえもん』は完結していない漫画作品であり、1969年に連載が開始されて以来、これをもってすべての連載を終わらせるという意味での「最終回」が描かれたことは一度も無い。また、『ドラえもん』は1996年に藤子・F・不二雄が『ドラえもん のび太のねじ巻き都市冒険記』の連載中に死去したことに伴い、藤子・Fが死の間際まで執筆を続けた遺作にもなっている。
藤子・Fは『ドラえもん』について、「いつになるかはわからないが、きちんと終わらせたい」（1993年）と語る一方で、「まだ描き尽くしたとは思っていない。徹底的にあと一滴も絞れないというところまで絞って描いてみたい」（1995年）とも語っていることから、1996年9月の死去間際の時点では、まだ完結させるつもりが無かったことが窺える。

### 学年誌の都合で生まれた3つの「ドラえもん別離回」
特定の学年のみを対象とした最終回は、藤本の手によって2つ描かれている。また、あたかも最終回のように掲載された「最終回風」の話も1つ描かれている。
これは、『ドラえもん』を連載していた雑誌が『小学○年生』として知られる小学館の学年別学習雑誌であったことに関係する。この形態の雑誌は基本的に1年間しか読まれない（例えば『小学一年生』3月号の読者は、翌4月の進級に伴って『小学二年生』4月号を読み始める）ため、学年誌連載作品においては、毎年4月号には新たに購読を始める新学年生のために「第1話的」な内容のエピソードを、毎年3月号には講読を終える読者のために「最終回的」な内容のエピソードを掲載するということが慣例的に行われていた。
小4を対象にした2つの最終回
1971年と1972年の『小学四年生』に『ドラえもん』の最終回エピソードが掲載された。
1973年3月号までは、『ドラえもん』は『小学五年生』と『小学六年生』では連載していなかったため、『小学四年生』3月号を最後に『ドラえもん』を「卒業」する読者への配慮として便宜的に「最終回」を掲載することがあったためである。ただし翌月の『小学四年生』4月号（新四年生が読み始める）には、通常通り『ドラえもん』が掲載されるため、本来的な意味での最終回とは異なる。
1973年4月号から 『小学五年生』『小学六年生』にも連載が拡大されたことや、単行本の発売により雑誌以外で読み続けることが可能になったこともあり、『ドラえもん』についてはこの趣旨に則って描かれた「最終回」はこの2つのみである。
小3を対象にした「さようなら、ドラえもん」
1974年の『小学三年生』に『ドラえもん』が未来に帰るエピソードが掲載された。のちに「さようなら、ドラえもん」として単行本に収録されたため、上記の2つの最終回よりも知名度が高い。
前述の2つとは異なり、このエピソードは最終回ではない。単行本等の最後に掲載すれば最終回と勘違いする内容になっているが、最終回として雑誌に掲載されたことはなく、1969年から1996年まで執筆された『ドラえもん』という物語全体の中で最終回として位置づけられる作品でもない（詳細は後述）。
これ以降は最終回に位置付けされるエピソード（または最終回と勘違いされる内容のエピソード）は描かれておらず、『小学六年生』3月号の終わりに6年間を一括りにした上で「今度は単行本でお会いしましょう」「長い間のご愛読ありがとうございました」という編集部側で付けられた挨拶文が記載されていた。

## 藤本による2つの最終回
小4読者のみに向けた最終回
先述の事情により描かれた便宜上の「最終回」は2話描かれている。マニアの間で「幻の最終回」として長年扱われていたが、2009年に刊行された『藤子・F・不二雄大全集』の『ドラえもん』第1巻に収録され、手軽に読めるようになった。

### 「ドラえもん未来へ帰る」
- 『小学四年生』1971年3月号掲載（本誌掲載時は無題）

あらすじ
ある晩、勉強部屋で寝ていたのび太はザワザワとした物音に眠りを妨げられる。雑踏のような物音に顔を起こしてみると、大勢の人間が壁をすり抜けて部屋に現れ、また壁をすり抜けては姿を消していった。
次の朝、未来の世界に一時的に帰っていたドラえもんが戻ってくるが、ひどく元気がなく、なぜかぼんやりとしていた。のび太は昨晩の奇妙なできごとを説明しようとするが、その矢先にママがのび太を呼びつけ、壁に書かれた落書きを指さしてのび太をなじり始める。まったく身に覚えのないことにのび太は知らないと弁解するが、そこへパパが来て大事なライターがなくなったと騒ぎ出し、「そういえばこのところいろんな物がよくなくなるなあ」と3人は顔を見合わせる。不思議そうに首をかしげる彼らを見ながら、ドラえもんは「とうとう、このへんにもあらわれたか」と力なく呟く。
のび太は勉強部屋でドラえもんと向き合っておやつを食べるが、ドラえもんは大好きなどら焼きを前にしても手をつけようともしない。声をかけても気のない返事しかしないドラえもんをいぶかしんでいると、そこへ突然、昨晩のように壁をすり抜けて奇妙な人間たちがドヤドヤと部屋に侵入してきた。先頭に立つ男は名刺を差し出し、「自分は未来世界の観光会社ガイドで、未来世界の時間観光ツアー客を案内している」と名乗る。ドラえもんは時間旅行のマナーを持ち出し、「旅先の時代の住人に気づかれないように行動するのが時間旅行のルールだろう」と怒るが、ガイドは「それでは客が満足しなくなったのだ」と笑っていうことを聞かない。やがて母子連れはのび太のノートやパパの入浴を覗いたり、新婚カップルは家に記念の落書きをしたりその場でイチャイチャしたり、金持ちはママが洗っていたシャツを「珍しい繊維だ」と言って買い取ろうとするなど、ツアー客達はその傍若無人ぶりをエスカレートさせる。野比家の面々はすっかり憤慨するが、彼らは4次元移動で壁をすり抜けて移動して家の中を駆け回り、なかなか捕まえることができない。
そんな中、ピストルを持った奇妙な男が現れ、「ここが気にいった、下宿するぜ」と野比家への下宿を要求する。男は未来世界から逃亡してきた「殺し屋ジャック」という凶悪犯だった。ジャックはピストルを突きつけて野比家の面々とツアー客を脅迫し騒然とさせるが、駆けつけてきたタイムパトロールに撃たれて拘束される。
ツアー客が去って、野比家にようやく静寂が戻ってきた。のび太が「時間観光旅行なんて迷惑だ!」とぼやいていると、そこへセワシが現れる。セワシは未来からの渡航者たちのマナーが非常に悪く、過去の人間に迷惑をかけないために「時間旅行規制法」が制定され、過去への渡航が一切禁止となったと説明する。ドラえもんが元気がなかったのは、「規制法」が近々制定されるのを知っていたからだった。当然ドラえもんも帰らねばならなくなりのび太は引き止めるが、ドラえもんは「男だろ! これからはひとりでやってくんだ。きみならできる!!」とのび太に発破をかけた。やがて帰還のサイレンが鳴り、別れの時が来る。ドラえもんも別れの瞬間を前にして「のび太くんとわかれるのいやだあ」と泣きわめくが、セワシに引っ張られ、結局否応なしに未来へと帰っていった。
ドラえもんはセワシとともに未来の世界へ戻り、タイムマシンの出入り口も机の引き出しから消えた。勉強机に向かうのび太は、その引き出しを開けるたびにドラえもんのことを思い出し、そこに彼の影を見て静かに読者に呟くのだった。「つくえの引き出しは、ただの引き出しにもどりました。でも……、ぼくは開けるたびにドラえもんを思い出すのです。」

### 「ドラえもんがいなくなっちゃう!?」
- 『小学四年生』1972年3月号掲載（本誌掲載時は無題）

あらすじ
友達とサイクリングに行く約束をしたものの、のび太は自転車に乗れない。自転車に乗れるようになる道具を出してと安直にドラえもんに頼ろうとするが、ドラえもんはそれを冷たく突き放し、「ぐずぐずいってるひまに、練習したらどうだっ!!」と言い出し、それにびっくりしたのび太は、慌てて部屋を出た。実はドラえもんは、彼に頼りっきりなのび太の自立心を養うために未来へ帰ろうと考えていたが、なかなかそれを言い出せずに悩んでいたのだった。困り果てたドラえもんはセワシと相談し、「ドラえもんが故障した」というウソをついて帰ることにする。そのウソを聞いたのび太は素直にそれを信じ、ドラえもんがいなくなったら困るけれどもドラえもんのために我慢するから自分にかまわず帰ってほしいと言う。優しい言葉に感激したドラえもんは正直にのび太に理由を告白するが、のび太はそれを受け入れ未来へと帰るドラえもんを勇気を持って送り出す。
その後、のび太は一人で自転車に乗る練習を始める。何度転んでも起き上がり、ひたむきに頑張るのび太。その姿を、ドラえもんはセワシと一緒にタイムテレビで未来の世界から温かく見守るのだった。
備考
1973年4月号から『小学六年生』でも『ドラえもん』が連載されることになったため、この最終回を読んだ読者（1972年3月当時の小学4年生）は、『小学五年生』購読の1年を空けて『小学六年生』4月号から再び『ドラえもん』が読めるという状況となった。その直前号『小学五年生』1973年3月号にはドラえもんがのび太の元に帰って来るという形式の2ページの予告漫画が掲載された。
なお、テレビアニメ第1作の最終話「さようならドラえもんの巻」（1973年9月30日放送）はこのエピソードをベースに作られたもので、ドラえもんの嘘に協力するのはセワシではなくガチャ子になっている。

## 「さようなら、ドラえもん」

### 藤本に選ばれた「ドラえもん別離回」
藤本が執筆し1974年3月号の『小学三年生』に掲載された短編漫画は、藤本自身が収録話を選定していたてんとう虫コミックスに「さようなら、ドラえもん」というタイトルで収録された。ドラえもんが未来に帰るエピソードは前述の2つも存在するが、本エピソードが選出されたことになる。最終回風の内容だが最終回ではなく、雑誌に最終回として掲載されたこともない。

### 諸説ある執筆の意図
このエピソードの執筆の意図と経緯については諸説ある。作者の藤本の発言も相反するものが複数存在し、当時の編集者からも相反する複数の意見が述べられている
下記の説のほか、「当初は6巻で完結予定だったてんとう虫コミックス（1974年夏から出版開始）の最後に収録するために描かれた説」や「もともと『帰ってきたドラえもん』との2話をセットで構想された説」などが語られている。
「連載を終わらせる意図で執筆したが翻意した説」の信憑性
『驚きももの木20世紀』（朝日放送・テレビ朝日系）の1997年8月8日放送分「ドラえもん伝説 永遠の漫画少年 藤本弘」にて以下の内容が放送された。
テレビアニメ第1作が既に放送終了していたことや、藤子が『みきおとミキオ』など新しい連載を抱えていた（実際の連載開始は1974年5月号から）事情などがあったことから、当初は「みらいの世界へ帰る」を本当の最終回として執筆し連載を終了する予定であった。
しかし、次の作品のことを考えていても『ドラえもん』のことが頭から離れなかった藤本が、思い直して「帰ってきたドラえもん（連載時：帰って来たドラえもんの巻）」を執筆。翌月号である『小学四年生』4月号に掲載されたことにより、連載は一転続行されることとなった。
この放送内容には疑問も多い。また、実際には下記のような状況だった。
このエピソードの雑誌掲載時には、最終ページの欄外に次号につづく旨が記載されており、掲載号の編集時には既に連載続行が決定していた。
このエピソードが掲載されたのは『小学三年生』1974年3月号のみであり、他学年の同月号においては、読者が学年誌を読むのが最後となる『小学六年生』を含めドラえもんとの別離をテーマにした作品は掲載されなかった。さらに、次号に藤本による『ドラえもん』が描かれなかったのは『小学一年生』のみであり、小2〜小6の5誌では変わらずに連載が続行されている。
藤本自身が『ドラえもん』の反響がなくて「もう終わりにしましょうか」と編集者に言われ「そうしましょう」と「さようなら、ドラえもん」を描いたら少し反響があったので「じゃあ、もうちょっと続けましょうか」となったという話を複数のインタビュー等で語っているので、それをもとに番組が作られた可能性がある。この話が事実と合致しない盛り上げるためのエピソードなのは前述の通り。
以上のことをふまえ、「確証がある事項」「ない事項」「明らかに事実と異なる事項」をまとめると下記の内容になる。
確証がある事項
- 1度目のアニメシリーズも終わり、『ドラえもん』の人気は一段落。『バケルくん』『モッコロくん』がそれに代わる作品として同時連載されていた。同年5月号からは『みきおとミキオ』の連載も始まった。
- 藤本自身は『ドラえもん』を積極的に終わらせたいとは思っていなかった。
- 1974年春にドラえもんの最終回が掲載された事実はなく、3月号で連載が終わったのは『小学一年生』のみ[注 5]。

確証がない事項
- 藤本は最終回のつもりで「みらいの世界へ帰る」を執筆した。
  - →逆の証言もあるため、高い信憑性があるとはいえない。

- 藤本は『ドラえもん』を終わらせるつもりだったが翻意した。
  - →そもそも最初から終わらせるつもりはなかったという証言もあるため、高い信憑性があるとはいえない。
  - →連載状況を見ても、全誌の連載を3月号で終わる予定だったという物証はなにもない。

明らかに事実と異なる事項
- 1974年の3月号に最終回が掲載されたが、次の4月号に「帰ってきたドラえもん」が掲載されたことで連載続行となった。
  - →3月号に「4月号につづきます」と明記されているためそもそも最終回ではなく、終了予定のない連載が続くのは当たり前。

現状では、本作について明確に語れるのは「過去の2話と同様、学年誌3月号に掲載される『ドラえもんが未来に帰るエピソード』として描かれた。連載途中に描かれた点が他の2話とは異なる」という事実のみだといえる。

### 作品の内容
「さようなら、ドラえもん」
- 『小学三年生』1974年3月号掲載（本誌掲載時タイトル：「みらいの世界へ帰る」）
- てんとう虫コミックス6巻収録

あらすじ
ジャイアンに追いかけられて帰ってきたのび太。けんかに強くなる道具を貸してほしいとドラえもんにねだるが、ドラえもんは冷たくつっぱねる。どうしたのかと問うのび太にドラえもんが打ち明けたことで、のび太はドラえもんが未来の世界に帰ることを知り驚く。のび太はドラえもんにすがりついて泣くが、ママからは「ドラちゃんにはドラちゃんのつごうがあるのよ。わがままいわないで」となだめられ、パパからは「ひとにたよってばかりいては、いつまでも一人前にはなれんぞ。男らしくあきらめろ」と窘められる。
最後の夜、眠ることのできない二人は一緒に夜の散歩に出かける。涙を見せまいとしたドラえもんと途中で別れたのび太は、夜中に寝ぼけて散歩するジャイアンと出会いけんかになる。何度も殴り倒されボロボロになりながら、のび太は「ぼくだけの力で、きみに勝たないと……。ドラえもんが安心して……、帰れないんだ!」と必死でしがみつき、最後にはジャイアンに「悪かった、おれの負けだ。ゆるせ」と言わせる。駆けつけたドラえもんに、のび太は「勝ったよ、ぼく」と笑顔で言い、帰宅する道中で「見たろ、ドラえもん。勝ったんだよ」「ぼくひとりで。もう安心して帰れるだろ、ドラえもん」と話し、それを支えながら歩くドラえもんは大量の涙を流す。
布団で眠るのび太の寝顔を、ドラえもんは傍らで涙を流しながら見守る。部屋に朝の陽光が射した時には、ドラえもんの姿は消えている。
起床したのび太は、ママから「ドラちゃんは帰ったの?」と問われ、「うん」と答える。ドラえもんがいなくなった部屋で、普通の引き出しに戻った机を前にして、のび太は微笑みながらひとり佇む。
「帰ってきたドラえもん」
- 『小学四年生』1974年4月号掲載（本誌掲載時タイトル：「帰って来たドラえもんの巻」）
- てんとう虫コミックス7巻収録

あらすじ
ドラえもんが未来へ帰った後、毎日ぽやあっと過ごしていたのび太は、ママに「元気出しなさい」と言われたこともあり、気をとりなおして明るくくらそうと決意する。スネ夫に呼ばれていたため家の外に出ると、ツチノコをつかまえたと言うスネ夫のうそのせいで犬に襲われボロボロになる。次に血相を変えたジャイアンが現れ、ドラえもんと会ったとのび太に告げる。のび太は大喜びし、ドラやきを買いに出かけるが四月バカのうそだと明かされ、ジャイアンとスネ夫に大笑いされる。
部屋で涙に暮れるうちに、のび太はドラえもんが「ぼくが行ったあとで……、がまんできないことがあったら、これをひらけ｣「そのとき、きみに必要な、ものが出てくる」と言って残していったドラえもんの形をした箱のことを思い出す。箱を開けて出てきたのは飲み薬の「ウソ800」（うそえいとおーおー）で、説明書には「これを飲んでしゃべると、しゃべったことがみんなうそになる」と書かれている。「ウソ800」を飲んだのび太はジャイアンとスネ夫に仕返しする（「きょうはいい天気だ」と言って大雨を降らせたり、「きみは、犬にかまれない」と言ってスネ夫が犬に追いかけられるようにするなど）。
しかし、ドラえもんがいない現実を思い出し沈んだ表情になったのび太は、ママの「ドラちゃん、いた?」との問いかけに対し「ドラえもんが、いるわけないでしょ」と返答し、一滴の涙を見せながら「ドラえもんは帰ってこないんだから」「もう、二度と会えないんだから」と独り言を言いながら自室のドアを開ける。
部屋にはドラえもんがいた。「ウソ800」の効力で「ドラえもんがいるわけない」がうそになったのだ。笑顔で抱き合いながらのび太は「うれしくない。これからまた、ずうっとドラえもんといっしょにくらさない」と大粒の涙を流して喜ぶ。
備考
「帰ってきたドラえもん」も参照（漫画「帰ってきたドラえもん」の詳細、「さようなら、ドラえもん」とのセットで複数作られているアニメ版の詳細等）。

## アニメにおける最終回

### 第1作
1973年に放送された日本テレビ版のテレビアニメ版第1作は、2クール（26週）52話で完結したため「最終回」が描かれている。
「さようならドラえもんの巻」
- 1973年9月30日放送
- 日本テレビ動画制作

あらすじ
自転車に乗れないのにしずか達とサイクリングに行く約束をしたのび太。いつものようにドラえもんを頼ろうとしていたのだが、なぜかドラえもんはのび太を冷たく突き放す。ドラえもんは、自分に頼りっきりなのび太の自立心を養うためにセワシと相談の結果未来へ帰ろうと考えていたのだが、何かと優しくしてくれるのび太にそれを言い出せないままだった。そこでガチャ子と一計を案じ、「ドラえもんの調子が悪くなった」という口実で未来に帰ることをのび太に告げた。のび太は泣き出してしまうが「ドラえもんを治すためなら我慢する」と言った。それを聞いて感動したドラえもんは真実を告げ、のび太もそれを受け入れてくれた。その後、仲間らと送別会を開いたドラえもんとのび太は、いつかの再会を誓い、最後の別れを告げた。
未来に帰った後、ドラえもんはセワシと共にタイムテレビを通して自転車に乗る練習をするのび太を温かく見守っていた。
解説
内容は、自転車が漕げなかったのび太が泣きながら自転車を漕ぐ練習をするところを、未来の世界から見守るところで物語が終わるというもので、先述の「ドラえもんがいなくなっちゃう!?」をベースにアニメ化したものである。おおむねストーリーは同じだが、原作には未登場だったジャイアン・スネ夫・しずか・パパ・ママ・ガチャ子が登場し、ドラえもんとの別れを惜しんでいた。
ちなみにこの回が最後の放送だったにもかかわらず、エンドカードでは前週までの「次週をお楽しみに」を踏襲した「次回をお楽しみに」と表記された。これは手抜きやミスではなく、日本テレビ動画の再建と続編の製作、「再びいつかドラえもんのアニメを」という希望を込めたものである。
これに対し、アニメ第2作第1期では第1話に「ドラえもんが未来からやって来る」という原作第1話のエピソード「未来の国からはるばると」を避け、「ゆめの町ノビタランド」とした。ドラえもんがやってくるエピソードは後に特番で番外編的に描かれた。

### 第2作第1期
アニメ第2作第1期では、通常放送の最終話として「45年後…」、翌週に特番として「ドラえもんに休日を?!」が放映された。
「45年後…」
- 2005年3月11日放送
- 『小学六年生』1985年9月号掲載（『コロコロコミック』1986年6月号再録、『小学六年生』1989年3月号、1991年3月号でも再録）

『ぼく、ドラえもん。』の付録冊子最終巻の最後に収められたエピソード。全作品中で唯一、老年期ののび太（小学6年生ののび太から見て45年後なので56～57歳）が登場する。ラストシーンではのび太自身が過去の自分に対するエールを送る。
なお、この話は2005年 - 2006年および2014年刊行の『ドラえもんプラス』シリーズの第5巻に収録されている。アニメ第2作第2期でも特番でアニメ化されたが、最終回に準ずる扱いではない。
「ドラえもんに休日を?!」
- 2005年3月18日放送

特番『ドラえもん オールキャラ夢の大集合スペシャル』として放送。アニメ第2作第1期としての最後の放送となった。
原作はコミックス35巻の同タイトルのエピソードで、以前にも「ドラえもんに休日を」（1985年3月8日放送、1990年代に再放送）としてアニメ化されている（第2作第1期を参照）。のび太がドラえもんに1日だけ休日をプレゼントし、ドラえもんは念のためにのび太に呼びつけブザーを預けた上でミィちゃんとデートに出かける。原作や以前のアニメではのび太がドラえもんを想い、いくつかのトラブルに見舞われても頑なにスイッチは押さず、更に不良少年たちに囲まれて最大のピンチに見舞われる中、ポケットから転がり出たブザーをのび太は自ら踏み壊し（どうせすぐにブザーを押すだろうと面白がって最初から覗き見していたジャイアンとスネ夫が、破壊に感心してのび太に加勢）、ドラえもんに頼らずに危機を自力で乗り越えた物語である。ドラえもん帰宅後、のび太は怪我した顎を隠しながら、何事もなかったと笑顔で伝えるのだった。
しかし、2005年放送のアニメ作品では、前半は原作と同じだが、その後のび太が誤ってブザーを押してデート中のドラえもんを呼びつけてしまい、せっかくのデートをぶち壊した事に怒ったドラえもんが未来へ帰ったことをきっかけにセワシ、ドラミ、ミニドラなども登場するオールスターのオリジナルエピソードが描かれ、今までの活躍を振り返り最後にドラえもんとのび太が和解しこれからも現代で仲良く暮らすラストとなった。

### 第2作第2期
アニメ第2作第2期は、地上波では2005年4月以降から継続して放映中であるが、BS朝日では2023年9月29日放送分「答え一発！みこみ予ほう機」「自動買いとり機」をもって放送終了となった。エンディングでは「BS朝日での「ドラえもん」の放送は本日で終了です ご覧いただきありがとうございました 引き続きテレビ朝日での放送をお楽しみください」というテロップが流れた。また、新聞のラテ欄（番組表）や電子番組ガイド（EPG）上で最終回を示す「終」マークの記載もあった。

## 最終回にまつわる都市伝説・二次創作
1990年代の終わりごろから「ドラえもんの最終回」と称する事実無根のチェーンメールが出回り始めた。その中でも最も有名なのが「のび太植物人間伝説」と「ドラえもんの開発者はのび太伝説」の2つである。

### のび太植物人間伝説
もとは1986年秋頃に子供たちの間で流行した「実は主人公ののび太が植物人間であり、これまでの『ドラえもん』の物語はすべて彼の夢であった」という内容がTVアニメの最終回として放送されたという噂である。ラストシーンは複数のバリエーションがあり、「のび太が正気に戻ると全部消えてしまう」ものと「のび太の葬儀で終わる」ものの2つが大部分を占めている。「この噂は本当か」と、『ドラえもん』連載誌の出版元である小学館に問い合わせが相次いだため、コロコロコミック編集部が「根も葉もないウソ」と誌面に掲載し、藤本弘（当時は藤子不二雄の独立前）もマスコミに「そんな突然で不幸な終わり方はしない」とコメントする事態となった。藤本がこの年の夏病気で入院したため、このような噂が生まれたと考えられる。その後出回ったチェーンメールでは内容が追加されており、「ある日、事故にあって植物人間状態になったのび太を、ドラえもんがどこでもドアを使いのび太をおぶって天国へと連れて行く」というものや、「実はのび太は心身障害者で、ドラえもんは彼による作り話（妄想・羨望といった派生型あり）」といったものもある。
また、同じ植物状態説でも「動かないのび太にドラえもんが自分の全エネルギーを与え、自身の命と引き換えに助けた。その後、のび太が停止したドラえもんを抱きしめ、泣きながら『ドラえもーん』と叫ぶと、垂れた涙がドラえもんに当たった瞬間にドラえもんが復活し、エンディングテーマが流れスタッフロールが出てきてフィナーレ」というハッピーエンドになるものもある。このエピソードは1991年にアニメ化された『丸出だめ夫』の最終回ほぼそのままの話である。ちなみにこのエピソードに関して作者の娘が作者に尋ねたところ、藤子は「ドラえもんはそんな終わり方をしない、もっと楽しい終わり方にする」と、コメントした。

### ドラえもんの開発者はのび太伝説
これは、1人のドラえもんファンが「自作の最終回」と明記した上で作成したオリジナルストーリーが、チェーンメールなどにより一人歩きしたものである。「電池切れ説」とも呼ばれる。
あらすじ
ある日突然ドラえもんが動かなくなってしまった。未来の世界からドラミを呼んで原因を調べたところ、バッテリー切れが原因だと分かった。のび太はバッテリーを換えてもらおうとするが、このままバッテリーを換えるとドラえもんの記憶が消えてしまうとドラミから聞かされる。ドラえもんなどの旧式のネコ型ロボットのバックアップ用記憶メモリーは耳に内蔵されているが、ドラえもんは既に耳を失っていたので、バッテリーを交換してしまえばのび太と過ごした日々を完全に消去してしまうことになる。バックアップを取ろうにも方法が分からず、開発者を呼ぼうとするも設計開発者の情報はわけあって絶対に開示されない超重要機密事項となっていた。
のび太は迷った末、とりあえずドラえもんを押入れにしまい込み、皆には「ドラえもんは未来へ帰った」と説明。しかし、ドラえもんのいない生活に耐えられず、猛勉強をしてトップクラスのロボット工学者に成長する。工学者になってからしずかと結婚したのび太は、ある日妻となったしずかの目の前で、努力の末に記憶メモリーを維持したままで修理完了したドラえもんのスイッチを入れる。
ドラえもんが復活し、いつものように「のび太君、宿題終わったのかい?」と第一声を発言。ドラえもんの製作者が明かされていなかったのは、開発者がのび太自身だからだった。
また、「のび太は15歳で海外に留学した（飛び級で大学に入ったとすることもある）」「修理には妻となったしずかが立ち会った」などと様々に脚色されている場合もある。

#### オリジナルの二次創作
この説の元になったオリジナルストーリーは、1990年代に学生だった、とあるファンが作成したものである。彼は自分のWebサイトに「僕が勝手に考えた ドラえもんの最終回（仮）」と言明し公開していた。さらに「ドラえもんには、藤子F不二雄先生作の最終回がちゃんとある」とも明記していた。
チェーンメール（後述）対策の意味もあって、発表当時は当初は名前等を公表しており、インターネットマガジンでのインタビュー記事もある。
当時この学生は太陽電池の研究をしており、そこから着想を得て作成したものであるという。なお、2007年1月の東京新聞・中日新聞のコラム内で、作者の氏名や2007年当時の職業が明記されている。

#### チェーンメール化・都市伝説化
上記オリジナルストーリーの内容は、その後チェーンメールとして広まった。
オリジナルストーリー作者は、この話がドラえもん最終話として一人歩きすることは全く望んでいなかったらしく、チェーンメール化されていることを知った彼は、自身のページに「このページの文を勝手に引用しないように」「私の知らないところで話が一人歩きしていることに恐怖を覚えている」旨のコメントを添えていた。さらにその後「チェーンメールはまことしやかに流布され、原作に対する権利の侵害、熱心なファンに対する冒涜であり、このような騒ぎになったのは私の責任」だとし、サイトを閉鎖した。
しかし、その後もチェーンメールは真実の確認がなされぬまま流され続けた上、鈴木蘭々、柴田理恵、千秋などのドラえもんファンのタレントがテレビ番組などで「最終回は（のび太発明者説）なんだって」などと語ったこともあり、さらに広範囲に流布した。一部ではこれを真の最終回だと誤解した人もいたという。
オリジナルストーリー作者は、チェーンメール化により非難を受けるなど、非常にナーバスになっていたこともあったとのことである。

#### 社会・文化への波及
このチェーンメール化・都市伝説化は、様々な波及が指摘される。
ジュブナイル

実写映画『ジュブナイル』はこの話をヒントにして製作された。これについては、監督の山崎貴のインタビューのウェブページが残されている。
山崎は、オリジナルストーリー作者に了解を取り、「Director's Thanks」として彼の名前をクレジットした。同時に「ドラえもんあってのオリジナルストーリー」との考えから、藤子プロにも了承を得て「For Mr. Fujiko・F・Fujio」のクレジットも含めた。
同人誌問題

2005年末、男性漫画家がこの「ドラえもんの開発者はのび太説」をもとに漫画化、てんとう虫コミックスのデザインを模倣した冊子を同人誌として発行した。
この同人誌はインターネットを通じて話題となり、半年の間に同人誌では異例の1万3千部が売れるヒットとなった。『ドラえもん』の出版権を持つ小学館サイドも事態の拡大について放置できなくなり、藤子の著作権を管理する藤子・F・不二雄プロとともに、著作権侵害にあたるとして、2006年6月に文書で警告して販売中止と回収、ネット公表の中止を要請。話し合いにより、この男性漫画家が数百万円の売上金の一部を藤子プロに支払うとともに、在庫の破棄、二度とやらないことを謝罪することでこの問題は決着した。

## ドラえもんの最終連載作品
『大長編ドラえもん』を除き、雑誌に最後に掲載された新作のドラえもん作品（過去作の再掲載を除く）は以下の通り。藤本の体調の問題で新作の執筆が中断し、後に結果的に最後の新作となっため、下記の各号が発売された時点では最後の新作だと意識されることはなく、翌月の号には過去作が再掲載されることで連載が継続された。2024年現在も『月刊コロコロコミック』で連載は継続している（過去作品の再掲載。藤本以外の漫画家の手による『大長編ドラえもん』の新作が連載される際は休載）。
短編
- 小学館の学年別学習雑誌
  - 『小学一年生』1990年4月号「現実中継絵本」
  - 『小学二年生』1987年5月号「なかまバッジ」
  - 『小学三年生』『小学四年生』1991年5月号「こわ〜い! 「百鬼線香」と「説明絵巻」」（最後の新作短編）
  - 『小学五年生』『小学六年生』1991年2月号「自然観察プラモシリーズ」

中編「ガラパ星から来た男」
通常連載終了後、連載開始25周年を記念して 『小学三年生』『小学四年生』『小学五年生』の3誌同時に1994年7月号 - 9月号に集中連載された中編。また、『コロコロコミック』1994年9月号では完全版として「ドラえもん 44.5巻」という別冊付録で掲載された。完全版と称するものの、コミックス45巻（最終巻。1996年5月25日初版発行）の最終話として掲載された際にさらに加筆（この際「ガラパ星からきた男」に改題）されている。
『大長編ドラえもん』を除き、通常連載分と本作を区別しないならば、本作が事実上最後の連載作品となる。内容はタイムパラドックスを効果的に利用したSF色の強い大規模な物語で、大長編にも匹敵する完成度となった。もっとも、このような規模の大きな物語が単行本の最後を飾る形になったのはあくまで偶然であり、当時作者が存命であったため、上述の初版刊行時には最終ページに「ドラえもん　第45巻終わり／第46巻に続く」と表記されていた（現在の版では「ドラえもん　第45巻終わり」のみの表記）。
1999年に大晦日の特番で「未来を守れ! のび太VSアリ軍団」のタイトルでアニメ化されたが、物語が大幅にアレンジされているため、ほぼ別物となっている。